# Elymus trachycaulus
Elymus trachycaulus — багаторічна трав'яниста рослина родини тонконогові (Poaceae), поширена у Північній Америці.

## Поширення
Північна Америка: Ґренландія, Канада, США, Мексика; Азія: Далекий Схід. Вид ідеально розвивається в місцях, які містять збалансований запас вологи. Також може переносити підвищену солоність у ґрунті.

## Галерея

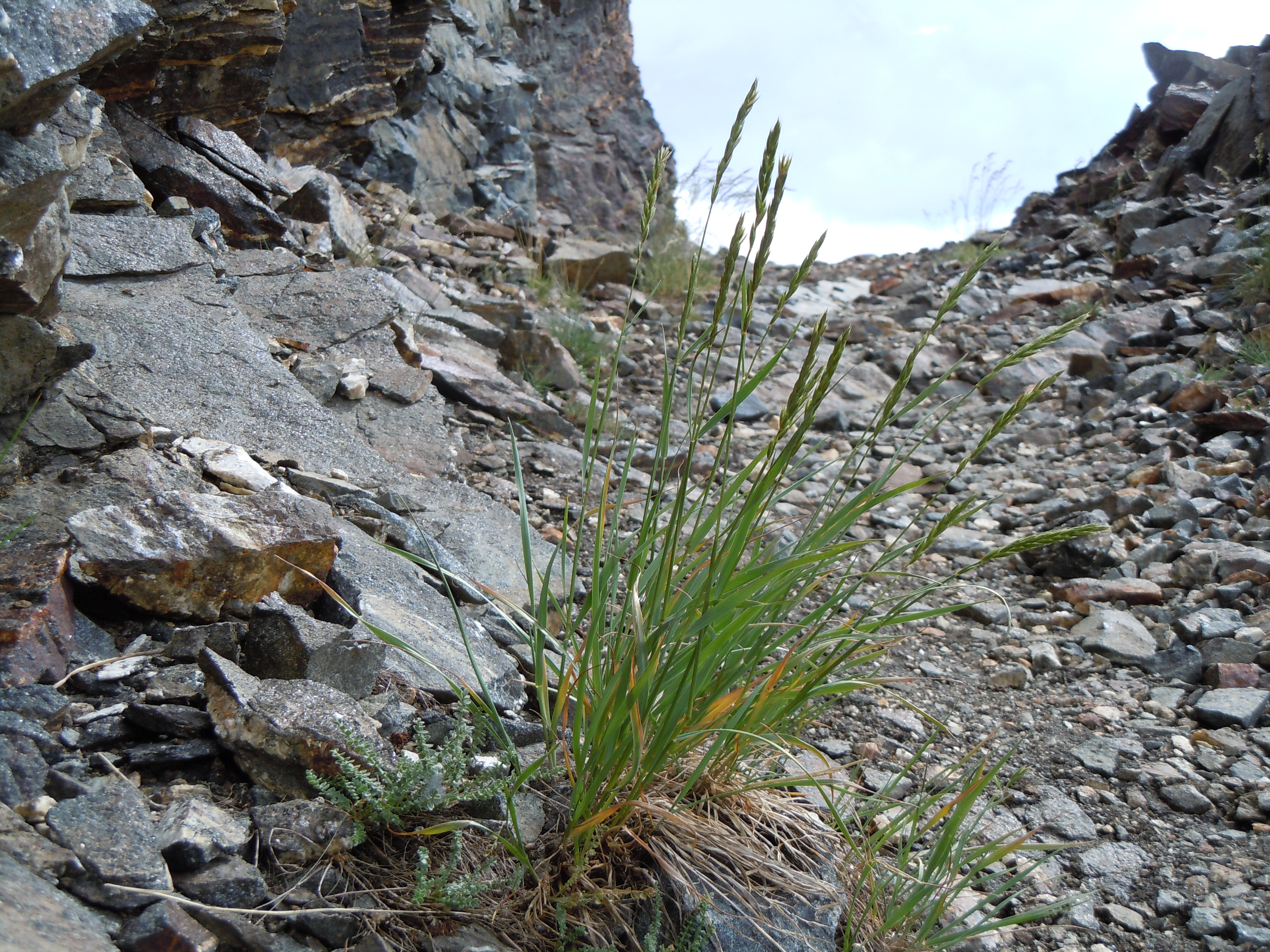
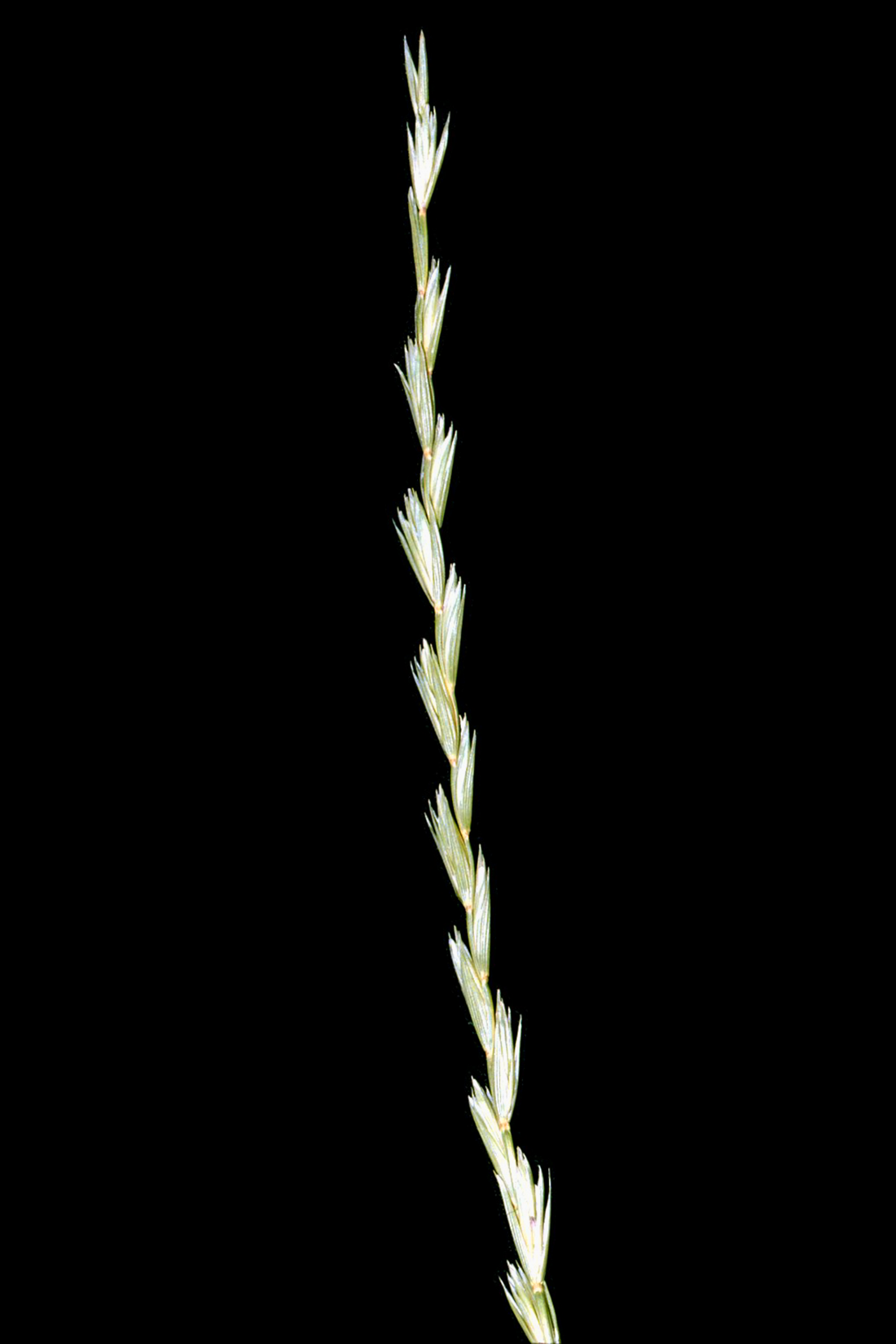
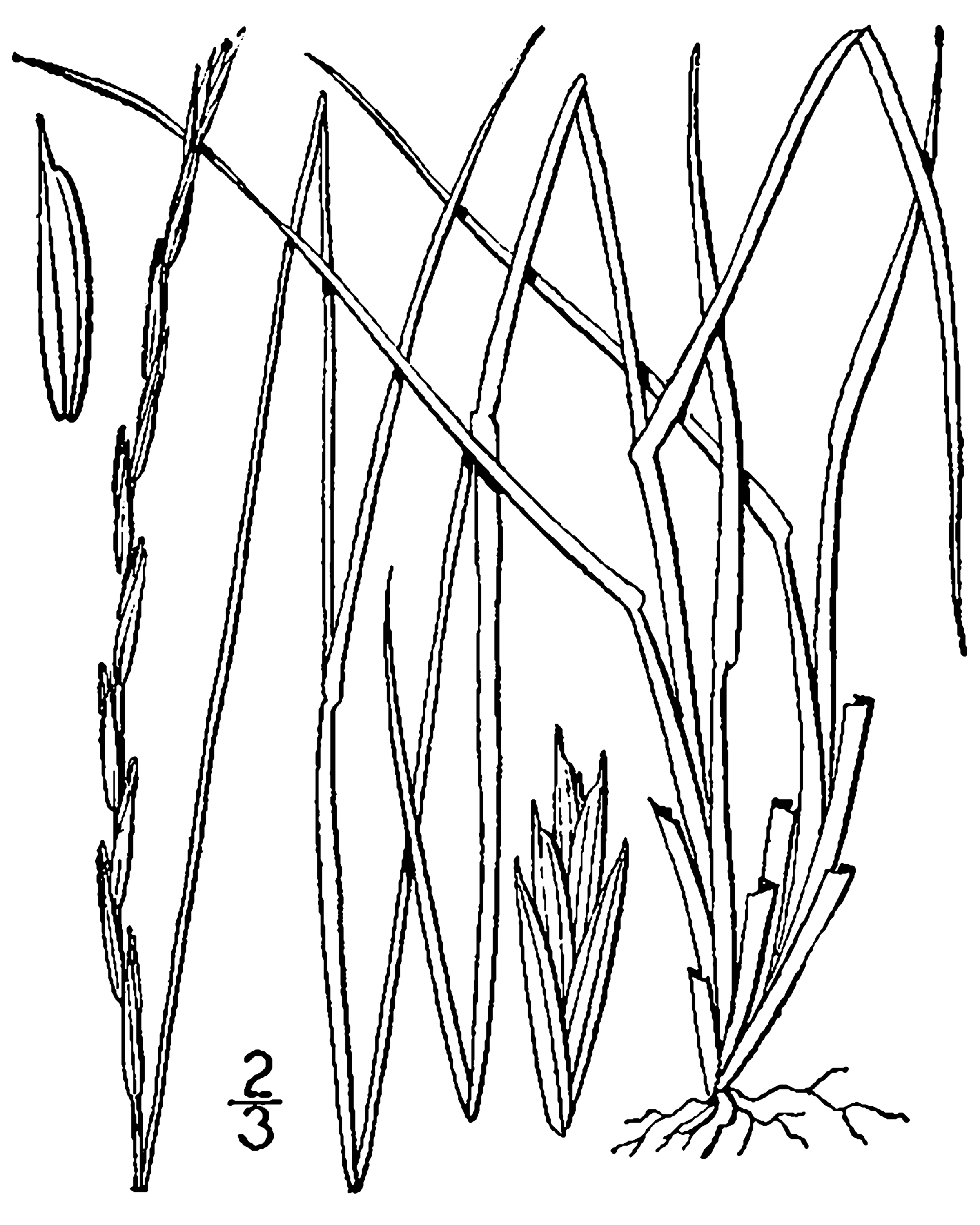